# Lista dos últimos veteranos sobreviventes de insurgências militares e guerras
Esta é uma lista cronológica dos últimos veteranos sobreviventes de insurgências militares, conflitos e guerras em todo o mundo. As guerras listadas vão do século XIII a.C. ao início da Segunda Guerra Mundial.

## Antiguidade Clássica
- Ramessés II (1303–1213 a.C.) - Faraó egípcio que, quando jovem, travou muitas batalhas com os hititas e piratas de Xardana e morreu aos 90 anos.
- Aristodemo de Esparta (c. 530–479 a.C.) - O "Covarde das Termópilas ", o único espartano a sobreviver à Batalha das Termópilas .[1]
- Marco Valério Corvo (370 a.C.? –270 a.C.) - Liderou o exército romano na Primeira Guerra Samnita e supostamente viveu até aos 100 anos.[2]
- Rei Massinissa (c. 238 aC - c. 148 aC) - Liderou os númidas durante a Segunda Guerra Púnica e morreu aos 90 anos.

## Idade Média

### Guerras Muçulmano-Quraysh (622-630)
- Abul Iúcer Cabe ibne Anre (599-675) - Muçulmano, último soldado a servir sob o comando de Maomé na Batalha de Badr.[3]

### Conquista normanda da Inglaterra(1066–1088)
- Roberto de Beaumont, 1.º conde de Leicester (1040–1118) - Normando . Último nobre comprovado a ter lutado ao lado de William, o Conquistador na Batalha de Hastings.[4]

## Período moderno inicial
Esses casos, principalmente no que diz respeito às idades reivindicadas pelos veteranos, não podem ser verificados, pois era comum nas sociedades pré-industrializadas os idosos exagerarem suas idades.
- Henry Jenkins (1501? -1670) - Clamante de longevidade inglesa. Alegou ter carregado flechas para arqueiros ingleses na Batalha de Flodden (1513) quando tinha 12 anos.[5][6]
- Anton Grolekofsky (1671/1672? –1785) - Soldado polonês que viveu na Suécia. Alegou ter lutado na Guerra dos Nove Anos, na Guerra Russo-Sueca (1741-43) e na Guerra Polaco-Sueca.[7][8]
- Andreas Nielsen (1660? –1782) - Soldado norueguês. Afirmou ser o último veterano da Guerra da Escânia, ter tido uma longa carreira militar e visto muitas batalhas.[7][9]
- Christian Jacobsen Drakenberg (1626? –1772) - Marinheiro norueguês. Alegou ter lutado por Frederico III da Dinamarca na Guerra Dano-Sueca (1657-1658) e novamente de 1675 a 1681 na Guerra da Escânia.[10]

## Século XVII

### Guerras indígenas nos Estados Unidos(1622–1924)
- Otto D. Van Norman (1876–1981) - Estados Unidos . Serviu no destacamento local durante a Batalha de Kelley Creek .[11][12]
- Frederick Fraske (1872–1973) - Estados Unidos. Último veterano do exército.[13]
- Hubert V. Eva (1869–1971) - Estados Unidos. Último participante da Batalha de Sugar Point, a última batalha travada entre os nativos americanos e o Exército dos EUA .[14]
- John Daw (1870–1965) - Estados Unidos. Último batedor indiano .[15][16]
- Dewey Beard (1857–1955) - Tribo Lakota . Último nativo americano participante da Batalha de Little Big Horn . Também sobreviveu ao Massacre de Wounded Knee .[17][18]
- David McCoy (1790-1895) - Estados Unidos. Lutou na Guerra de Tecumseh . Viu o chefe Tecumseh morrer enquanto lutava na Batalha do Tâmisa . Serviu na Guerra de 1812.[19]
- Josiah Allen (1800-1891) - Estados Unidos. Alistou-se aos 14 para servir na Guerra Creek .[20][21]

### Guerra Civil Inglesa(1642-51)
- William Hiseland (1620? –1732) - Realista . Último sobrevivente da Batalha de Edgehill . Também lutou na Guerra Williamite na Irlanda e na Guerra da Sucessão Espanhola .[22] Aposentou-se com a patente de sargento .[23] Por 80 anos de serviço ao rei, ele se tornou um dos primeiros a ser admitido no Royal Hospital Chelsea.[24]
- John Read (1633–1730) - Parlamentar . Entrou para o exército de Cromwell aos 16 anos. Mais tarde emigrou para as colônias americanas e tornou-se membro da Câmara dos Representantes de Connecticut .[25]

### Primeira Guerra Anglo-Holandesa(1652-54)
- Richard Haddock (1629–1714) - Comunidade da Inglaterra . Serviu na Marinha Real .[26]

## Século XVIII

### Grande Guerra do Norte(1700-21)
- Petro Kalnyshevsky (1690,[27][28] ou 1691? -1803) - Hetmanato Cossaco, Rússia . Serviu em um regimento de cossacos zaporozhianos. Também lutou em 1735-39 e 1768-74 nas Guerras Russo-Turcas (época em que foi um Ataman).
- Abraham Lindqvist (1696–1799) - Suécia . Serviu como Dragão sob Carlos XII.[29][30]

### Guerra da Sucessão Espanhola(1701-14)
- Ambrose Bennett (ou Tennant) (1693 / 94-1800) - Grã-Bretanha. Serviu na Batalha de Malplaquet e supostamente morreu aos 106 anos de idade.[31][32]

### Revoltas jacobitas(1719-45)
- Peter Grant (1714? –1824) - Jacobita. Lutou em Culloden, Falkirk Muir e Prestonpans.[33]

### Guerra da Sucessão Polonesa(1733-38)
- Jean Thurel (1698? -1807) - França . Também serviu na Guerra da Sucessão Austríaca, na Guerra dos Sete Anos e na Guerra Revolucionária Americana. Conhecido como "o soldado mais velho da Europa".[34]

### Guerras russo-turcas (1735-74)
- Petro Kalnyshevsky (1691? -1803) - Cossacos Zaporozhianos . Também lutou na Grande Guerra do Norte e na Guerra Russo-Turca (1768-1774) (época em que foi um Ataman).

### Guerra Franco-Indígena(1754-63)
- John Owen (1741-1843) - Grã-Bretanha. Também lutou na Guerra Revolucionária Americana. Enterrado em Warren, Pensilvânia.[35][36]
- David Thompson (1736-1836) - Grã-Bretanha. Último pensionista. Perdeu um braço na Batalha do Forte William Henry. Mais tarde serviu na Revolução Americana.[37][38]
- Michel-Eustache-Gaspard-Alain Chartier de Lotbinière (1748-1822) - França. Morreu em Montreal, Quebec, Império Britânico .

### Guerra dos Sete Anos(1754-63)
- Johann Heinrich Behrens (1735-1844) - Prússia . Morreu em Wolfenbüttel.[39]
- Ezekiel Blackmarr (1742-1841) - Grã-Bretanha. Nasceu nas colônias americanas. Alistou-se nas forças britânicas e foi o último sobrevivente da Batalha de Havana.[40]
- Paul François de Quelen de la Vauguyon (1746-1828) - França. Morreu em Paris.[41]

### Guerra de Independência dos Estados Unidos(1775-83)
- Daniel Bakeman (1759-1869) - Estados Unidos.  Alegado veterano. Pensão concedida pelo Congresso, embora nenhuma prova de serviço tenha sido localizada.[42]
- John Gray (1764-1868) - Estados Unidos. Último veterano verificável, embora o tempo de serviço fosse muito curto para ter direito a uma pensão.[42][43]
- Lemuel Cook (1759-1866) - Estados Unidos. Último veterano oficial; exoneração honrosa assinada por George Washington.[42]

### Inconfidência Mineira(1789)
- Padre Manuel Rodrigues da Costa (1754-1844) - Inconfidentes. Também participou da Independência do Brasil e das Rebeliões Liberais de 1842.[44]
- José de Resende Costa (1766–1841) - Inconfidentes.[44]

### Revolução Francesa(1789-99)
- Giovanni Battista Campanella (1776-1884) - França . Serviu na Itália durante as Guerras Revolucionárias Francesas e mais tarde na campanha russa de 1812.[45][46]
- Arthur Dardenne (1776-1872) - França. Último sobrevivente que participou da Tomada da Bastilha.[47]
- Nicolas Savin (1768? –1894) - França. Alistou-se no 2º Regimento de Hussardos em 1798. Um documento de 1768 alega que ele tinha aproximadamente 126 anos no momento da morte. Mais tarde serviu sob o comando de Napoleão e foi condecorado com a Legião de Honra .[48]

### Rebelião irlandesa de 1798
- William Kinsella (1775-1870) - Rebelde irlandês . Lutou em Castlecomer .[49]

## Século XIX

### Guerras Napoleônicas(1803–15)
- Vincent Markiewicz (1795? –1903) - França. Alegou ser o último veterano polonês. Lutou por Napoleão.[50] Em 1912, três homens poloneses alegaram ter lutado em Borodino, mas é improvável que fossem verdadeiros veteranos devido à falta de documentação e improváveis faixas etárias de 120 a 133 anos.
- Geert Adriaans Boomgaard (1788-1899) - França. Último veterano holandês e veterano verificado. O homem mais velho da Europa no momento de sua morte. Lutou por Napoleão no 33ème Régiment Léger.[48]
- Louis Victor Baillot (1793-1898) - França. Último veterano da Batalha de Waterloo. Também participou do cerco de Hamburgo.[51][52]
- Henry James (1799-1898) - Reino Unido . Último veterano da Marinha Real. Alistou-se em 1812 e serviu no HMS Pompee. Combateu no litoral de Toulon.[53][54]
- Lars Jespersen Kike (1796-1897) - Noruega . Último veterano norueguês da Guerra Sueco-Norueguesa .[55][56]
- Leonard Meesters (1796-1896) - França. Último veterano belga. Lutou por Napoleão.[48]
- Josephine Mazurkewicz (1794-1896) - França. Última veterana mulher. Cirurgiã assistente do exército de Napoleão. Mais tarde participou da Guerra da Crimeia .[48]
- Ferdinand Scharnhorst (1797? –1893) - Reino Unido. Último participante do exército britânico em Waterloo. Serviu na Legião Alemã do Rei.[57][58]
- Gaspar Costela Vasquez (1787-1892) - Espanha . Último veterano da Batalha de Trafalgar. Serviu na marinha a bordo do navio espanhol Santa Ana.[59][60][61]
- Vasilij Nikolaevich Kochetkov (1785? –1892) - Rússia . Alistado em 7 de março de 1811. Serviu no Regimento de Salva-vidas Granadeiro em Borodino. Serviu por 66 anos e meio até 12 de outubro de 1877, quando foi ferido fora de serviço na Guerra Russo-Otomana.[62]
- Joseph Sutherland (1789-1890) - Reino Unido. Serviu na Marinha Real no HMS Beaulieu e foi o último sobrevivente britânico da Batalha de Trafalgar .[63]

### Guerra de 1812(1812–15)
- Hiram Cronk (1800–1905) - Estados Unidos. Serviu em um Regimento de Infantaria de Nova York.[64]
- Lewis Tobias Jones (1797-1895) - Reino Unido. Serviu na Marinha Real no HMS Medway . Participou da captura do USS Syren. Também veterano das Guerras Napoleônicas.[65]

### Guerras Seminoles (1816-58)
- Jacob C. Marsh (c. 1818–1917) - Estados Unidos. Último participante da Segunda Guerra Seminole.[66]

### Guerra de Independênciada Grécia (1821-1832)
- John W. Stainer (1808–1907) - Reino Unido. Serviu na Marinha Real no HMS Talbot. Último sobrevivente da Batalha de Navarino.[67]
- Apostolos Mavrogenis (1798-1906) - Grécia . Serviu no Exército como médico. Serviu em Dervenakia e Drampala.[68][69]
- Louis Pèlabon (1814–1906) - França . Serviu na Marinha no <i id="mwAes">Sirène</i>. Lutou em Navarino.[70][71]

### Revolução de Julho(1830)
- Auguste Lebailly (1815–1911) - Orleanista .[72][73]

### Revolução Belga(1830-31)
- Johannes van den Boom (1817–1918) - Reino Unido dos Países Baixos. Se juntou como como baterista aos 14 anos.[74][75]
- Corstiaan Hagers (1811–1915) - Reino Unido dos Países Baixos. Último portador da Cruz de Metal.[76][77]
- Alexandre Fournier (1812–1914) - França.[78][79]
- Jean-Philippe Lavalle (1809–1913) - Rebeldes belgas.[80][81]

### Guerra de Black Hawk(1832)
- Henry L. Riggs (1812–1911) - Estados Unidos.[82]

### Guerra da Independência do Texas(1835 a 1836)
- William Physick Zuber (1820–1913) - Texas . Último veterano da Batalha de San Jacinto.[83][84]
- Benjamin Franklin Highsmith (1817–1905) - Texas. Mensageiro na Batallha do Alamo.[85][86]

### Guerrados Farrapos (1835-45)
- Anísio Manoel de Souza (1822–1938) - República Rio-grandense. Mais tarde serviu na Guerra do Paraguai. Soldado mais velho da história do Exército Brasileiro.[87]

### Rebeliões de 1837
- Samuel Filgate (1818–1919) - Reino Unido.[88]
- Nelson Truax (1818–1915) - Hunters' Lodges. Lutou em Windmill.[89]
- François X. Matthieu (1818–1914) - Parti Patriote .[90]

### Primeira Guerra do Ópio(1839-42)
- John Bubeer (1820–1921) - Reino Unido. Serviu na Marinha Real no HMS Endymion .[91][92]

### Guerra Mexicano-Americana(1846-1848)
- Owen Thomas Edgar (1831–1929) - Estados Unidos. Serviu no USS <i id="mwAl4">Potomac</i> e no USS <i id="mwAmA">Allegheny</i> .[93]
- Antonio Rincón Gallardo (c. 1833–1928) - México . Alistou-se aos 13 anos e serviu em Churubusco em 1847.[94]

### Revolução Húngara de 1848-49
- József Fischl (1827–1929) - Hungria. Serviu em Isaszeg e Segesvár.[95]
- István Lebo (1826–1928) - Hungria. Último residente do Lar dos Veteranos Húngaros.[95]
- Artúr Görgey (1818–1916) - Hungria. Último general húngaro.

### Segunda Guerra Anglo-Sikh (1848-49)
- John Stratford (1829–1932) - Companhia das Índias Orientais. Lutou nas batalhas de Ramnagar, Challianwala e Gujrat. Mais tarde serviu na Guerra Anglo-Persa e também no Motim Indiano.[96]

### Primeira Guerra de Schleswig(1848-51)
- Jørgen Jørgensen Birkholm (1829–1931) - Dinamarca .[97]
- Detlef Marxen (1826-1930) - Alemanha .[98][99]

### Guerra da Crimeia(1853-56)
- Timothy (por volta de 1844 - 3 de abril de 2004) - Império Britânico. Mascote do navio HMS Queen (e tartaruga).
- James Gray (1836–1939) - Império Britânico. Serviu na Artilharia da Marinha Real a bordo do HMS Hawke .[100]
- Yves Prigent (1833–1937) - Império Francês . Serviu na Marinha na fragata <i id="mwAqo">Persévérante</i> .[101]
- Cotton Edwin Theobald (1836–1936) - Império Britânico. Oficial do 55º Regimento à Pé. Possivelmente o último oficial britânico. Também serviu no motim indiano e na Fronteira Noroeste.[102]
- Edwin Bezar (1838–1936) - Império Britânico. As hostilidades haviam cessado quando chegou; trabalhou no reenterro dos mortos e na construção dos muros do cemitério. Também serviu nas Guerras da Nova Zelândia .
- Luigi Parachini (c. 1832–1930) - Sardenha . Servido sob o comando do General La Màrmora .[103]
- Edwin Hughes (1830–1927) - Império Britânico. Último sobrevivente da Carga da Brigada Ligeira .[104]

### Rebelião Eureka(1854)
- William Edward Atherdon (1838–1936) - Rebeldes de Stockade.[105][106]

### Motim indiano(1857-59)
- Charles Palmer (1847–1940) - Império Britânico. Menino de nove anos que participou do Cerco de Lucknow .
- George Chrystie (1841–1939) - Império Britânico. Último veterano do exército britânico.[107][108]

### Guerras da Nova Zelândia(1845-72)
- Thomas Baker (1853–1948) - Império Britânico. Serviu na Polícia Armada.[109]
- Te Huia Raureti (c.1840–1935) - Māori . Guerreiro Kīngitanga. Serviu sob o comando do chefe Rewi Maniapoto na defesa de Ōrākau Pā.[110][111]

### Segunda Guerra de Independência Italiana(1859)
- Anton Neubauer (1836–1941) - Império austríaco. Último sobrevivente da Batalha de Solferino .[112][113]
- Simone Piffaretti (1843? –1940) - Itália. Lutou em San Fermo, Magenta e Solferino.[114]
- François Ribet (1835–1936) - Império Francês .[115]
- William John Newby (1832–1934) - Império Britânico. Último membro da Legião Britânica.[116]

### Expedição dos Mil(1860-61)
- Giovanni Battista Egisto Sivelli (1843–1934) - Camisas vermelhas. Também lutou na Terceira Guerra de Independência Italiana.[117][118]

### Guerra Civil Americana(1861-65)

#### União
- Albert Woolson (1850–1956) [119]

#### Confederação
- Últimos veteranos da Confederação sobreviventes

| Nome                             | Data de nascimento alegada   | Data de nascimento estimada | Data de óbito           | Status       |
| -------------------------------- | ---------------------------- | --------------------------- | ----------------------- | ------------ |
| Pleasant Crump                   | 23 de dezembro de 1847       |                             | 31 de dezembro de 1951  | Verificado   |
| Felix M. Witkoski                | 5 de janeiro de 1850         | Outubro de 1854             | 3 de fevereiro de 1952  | Duvidoso     |
| Thomas Edwin Ross                | 19 de julho de 1850          |                             | 27 de março de 1952     | Possível     |
| Richard William Cumpston         | 23 de maio de 1841           |                             | 5 de setembro de 1952   | Desconhecido |
| William Murphy Loudermilk        | 23 de outubro de 1847        | Abril de 1851               | 18 de setembro de 1952  | Possível     |
| William Joshua Tio Josh Bush     | 10 de julho de 1845          | Julho de 1846               | 11 de novembro de 1952  | Verificado   |
| Arnold Murray                    | 10 de junho de 1846          | 1842/1855                   | 26 de novembro de 1952  | Possível     |
| William Daniel, tio Eli Townsend | 12 de abril de 1846          |                             | 22 de fevereiro de 1953 | Verificado   |
| William Albert Kinney            | 10 de fevereiro de 1843/1846 | 10 de fevereiro de 1861     | 23 de junho de 1953     | Provável     |
| Thomas Evans Riddle              | 16 de abril de 1846          | 1862                        | 2 de abril de 1954      | Possível     |

A maioria dos casos é questionável, embora deva ser lembrado que muitos registros confederados foram destruídos ou perdidos para a história. Ao contrário dos arquivos das Forças Armadas dos Estados Unidos, os registros das Forças Armadas Confederadas não tinham sistema de arquivo oficial após a guerra. No entanto, para a maioria dos casos investigados, a idade dos clamantes por si só foi suficiente para provar que sua alegação era falsa. Walter Williams era geralmente reconhecido como o "último veterano da Confederação" nos jornais dos anos 1950. No entanto, em setembro de 1959, uma denúncia do The New York Times revelou que ele na verdade nasceu em 1854 no condado de Itawamba, Mississippi, e não em 1842, como alegado. Ainda assim, como John B. Salling e todos os outros reclamantes estavam mortos, Williams foi celebrado como o último veterano confederado após sua morte em 20 de dezembro de 1959.
O próprio status de Salling é contestado. Em 1991, William Marvel examinou as alegações de Salling e vários outros "últimos veteranos da Guerra Civil" para um artigo na revista de história da Guerra Civil Blue & Gray.. Marvel encontrou dados do censo que indicavam que Salling nasceu em 1858, não em 1846. Embora em 1900 Salling fornecesse a data de seu nascimento como março de 1858, ele parece ter nascido por volta de 1856, ainda tarde demais para ter servido no Exército Confederado. O censo de 1860 o lista com 4 anos, e o censo de 1870 com 14. William Lundy aparece listado com 1 ano de idade no censo de 1860 e, de 1870 até 1930, ele deu aos marechais do censo idades que refletiam datas de nascimento desde 1853 até 1860. Ele não mudou a sua data de nascimento para a década de 1840 até que solicitou uma pensão para confederados do estado da Flórida. Na mesma peça, Marvel confirmou a afirmação de Woolson de ser o último veterano sobrevivente do Exército da União e afirmou que Woolson foi o último veterano genuíno da Guerra Civil em ambos os lados. No entanto, Marvel não apresentou pesquisas estabelecendo quem, entre os vários outros alegados Confederados da década de 1950, alguns dos quais pareciam ser genuínos, foi o verdadeiro último veterano confederado.

### Invasão Francesa do México(1861-67)
- Jules Pujos (1846–1942) - Império Francês .[48][137]
- Francisco Arellano Zenteno (1842–1935) - México. Lutou nas batalhas de Puebla, La Carbonera e Tuxtepec. Anteriormente serviu na Guerra da Reforma.[138]

### Revolta de Janeiro(1863-65)
- Feliks Bartczuk (1846–1946) - Polônia .[139]

### Segunda Guerra de Schleswig(1864)
- Ludwig Herman Klein (1846–1943) - Dinamarca. Último veterano da Marinha. Serviu no Geiser .[140]
- Ove Henning Jacobsen (1841–1941) - Dinamarca. Último veterano do exército. Lutou em Dybbøl .[141]

### Guerra do Paraguai(1864-70)
- Pedro Guedes do Amaral (1846–1954) - Exército Brasileiro. Posteriormente serviu na Revolução Federalista Riograndense e na Guerra de Canudos .[142][143]
- Pedro Hahn (1850–1949) - Exército Brasileiro. Último veterano teuto-brasileiro.[144][145]

### Ataques fenianos (1866-71)
- Henry Bayles Hooke (1849–1954) - Canadá . Lutou no ataque de 1866 em Ridgeway .[146][147]
- William Craig (1850–1951) - Canadá. Lutou nas invasões de 1870-71.[148][149]

### Expedição à Abissínia(1867-68)
- Adrian Jones (1845–1938) - Império Britânico. Serviu como oficial veterinário, considerado o último sobrevivente britânico. Também serviu na Primeira Guerra dos Bôeres e na Expedição ao Nilo.[150]

### Guerra Franco-Prussiana(1870-71)
- Seraphin Pruvost (1849–1955) - França.[48]
- Karl Glöckner (1845–1953) - Alemanha .[48]

### Comuna de Paris(1871)
- Adrien Lejeune (1847–1942) - Communards. Último Communard.[48][151]
- Antonin Desfarges (1851-1941) - Communards. Último député.[48]
- Eugène François Louis Liné (1850–1940) - França.[152]

### Terceira Guerra Anglo-Ashanti (1873-74)
- Harry Figg (1855–1953) - Império Britânico. Morreu em Sydney, Austrália. Também serviu na Guerra Anglo-Zulu, na Primeira Guerra dos Boêres e na Segunda Guerra dos Boêres.[153][154]

### Guerra Russo-Turca (1877-78)
- Nene Hatun (1857–1955) - Império Otomano. Lutou na Batalha de Erzurum.

### Segunda Guerra Anglo-Afegã(1878-80)
- Alfred Hawker (1858–1962) - Império Britânico. Serviu no Exército Britânico.[155]

### Guerra Anglo-Zulu(1879)
- Harry Figg (1855–1953) - Império Britânico.
- Charles Wallace Warden (c.1854–1953) - Império Britânico. Transferido para o Primeiro Regimento à Pé em 1874.[156]
- Frank Bourne (1854–1945) - Império Britânico. Último sobrevivente da Batalha de Rorke's Drift.

### Guerra do Pacífico(1879-84)
- Ricardo Orellana Olate (1860–1967) - Chile.[157][158][159]
- Manuel Elías Bonnemaison Torres (1862–1961) - Peru. Serviu na Marinha no Huáscar . Lutou em Angamos.[160][161]

### Primeira Guerra dos Bôeres(1880-81)
- Jacob "Jaap" Coetzer (1866–1969) - República Sul-Africana. Veterano Bôer, serviu na Batalha de Majuba Hill.[162]
- Thomas Jelley (1859–1955) - Império Britânico. Lutou em Majuba Hill.[163]

### Guerra Anglo-Egípcia(1882)
- Albert Canning (1861–1960) - Império Britânico. Serviu nos 19º Hussardos . Também serviu na Guerra Madista e na Primeira Guerra Mundial.[164]

### Guerra Madista (1882-1899)
- James Richard Miles (1879–1977) - Império Britânico. Último veterano do exército britânico na Batalha de Omdurman.[165]

### Expedição ao Nilo (1884-85)
- Edward Hyde Hamilton Gordon (1861–1955) - Império Britânico. Último oficial.[166]

### Rebelião de Saskatchewan(1885)
- William Dickie Mills (1866–1971) - Canadá. Lutou em Fish Creek e Batoche.[167]
- Jean Dumont (1858–1961) - Governo Provisório de Saskatchewan. Lutou em Batoche. Sobrinho de Gabriel Dumont.[168]

### Segunda Guerra Franco-Daomeana (1892-94)
- Nawi (c. 1879-1979) - Daomé. Última Ahosi.[169][170]

### Guerra de Independência Cubana(1895-1898)
- Juan Fajardo Vega (1881–1990) - Rebeldes cubanos. Mais tarde serviu na Rebelião dos Negros  e na Revolução Cubana.[171]

### Guerra de Canudos(1896-97)
- José Ciríaco (? –1974) - Habitantes de Canudos.[172]
- Honório Vila Nova (1864–1969) - Habitantes de Canudos. Mais tarde também participou da Sedição de Juazeiro.[173]

### Guerra Hispano-Americana(1898)
- Jones Morgan (1882–1993) - Estados Unidos. Serviu na Cavalaria dos EUA.[174]
- Aurelio Diaz Campillo (1878–1989) - Espanha. Serviu no Exército.[175][176]
- Archibald M. Forbis (1878–1981) - Estados Unidos. Serviu na Marinha dos EUA no USS McCulloch. Último sobrevivente da Marinha da Batalha da Baía de Manila.[177]

### Segunda Guerra dos Bôeres(1899–1902)
- George Frederick Ives (1881–1993) - Império Britânico. Último veterano britânico. Mais tarde emigrou para o Canadá.[178]
- James Gordon Williams (1880-1988) - Império Britânico. Último veterano australiano. Mais tarde serviu na Primeira Guerra Mundial e tentou se alistar para a Segunda Guerra Mundial, mas foi rejeitado porque era muito velho.[179]
- Pieter Arnoldus Krueler (1885–1986) - República Sul-Africana. Mais tarde serviu nas duas guerras mundiais, na Guerra Civil Espanhola e foi mercenário na Crise do Congo.[180]

### Guerra Filipino-Americana(1899–1902)
- Nathan E. Cook (1885–1992) - Estados Unidos. Serviu na Marinha no USS Pensacola.[181]
- Walter Pleate (1876–1985) - Estados Unidos. Serviu no Exército.[182]

### Rebelião dos Boxers(1899–1901)
- Nathan E. Cook (1885–1992) - Estados Unidos. Serviu na Marinha.
- Walter Pleate (1876–1985) - Estados Unidos. Serviu no Exército.[182]

## Século XX

### Guerra Russo-Japonesa(1904–05)
- Mamoru Eto (1883–1992) - Império do Japão.[183]
- Alex Gory (1881–1989) - Império Russo.[184]

### Luta Macedônica (1904–08)
- Christos Papantoniou (1890–1995) - Grécia.[185]

### Motim doPotemkin(1905)
- Ivan Beshoff (1885–1987) - Rebeldes do couraçado Kniaz Potemkin Tavricheski. Fugiu para a Irlanda em 1913.[186]

### Revolta da Chibata(1910)
- João Cândido Felisberto (1880-1969) - Líder e último rebelde conhecido. Também lutou na Revolução Federalista.

### Revolução Mexicana(1910–20)
- Juan Carlos Caballero Vega (1900–2010) - Villistas . Motorista de Pancho Villa.[187]
- Feliciano Mejia Acevedo (1899–2008) - Zapatistas .[188]
- Antonio Gómez Delgado (1900–2007) - Villistas.[189]
- Rafael Lorenzana (1899-2000) - Carrancistas. Tornou-se Villista em 1915 após ser capturado.[190][191]
- Teodoro García (1889–1999) - Federales. Lutou por Díaz de 1910 a 1911.[192][193]

### Revolução Xinhai(1911–12)
- Yu Yuzhi (1889–1993) - Tongmenghui. Último participante da Revolta de Wuchang. Também serviu na Defesa de Yangxia.[194]

### Guerra Ítalo-Turca(1911–12)
- Michele Traini (1892–1996) - Itália. Enviado para a Líbia em 1912. Voltou para casa após a Primeira Guerra Mundial.[195][196]

### Guerras dos Balcãs(1912–13)
- Lăcătușu Dumitrașcu (1891–1999) - Romênia . Serviu no 11º Regimento de Siret em 1913. Também serviu na Primeira Guerra Mundial e na Segunda Guerra Mundial.[197]
- Christos Papantoniou (1890–1995) - Grécia. Também serviu na Primeira Guerra Mundial e na Segunda Guerra Mundial.[185]
- Hristo Getov-Obbov (1893–1994) - Bulgária. Ingressou no Corpo de Voluntários da Macedônia-Adrianopolitana em 1912. Também serviu na Primeira Guerra Mundial.[198]
- Hüseyin Kaçmaz (1884–1994) - Império Otomano. Também serviu na Primeira Guerra Mundial.[199][200]
- Danilo Dajković (1895–1993) - Montenegro. Também serviu na Primeira Guerra Mundial.[201]

### Guerra do Contestado(1912-16)
- Firmino Martim (1894–? ) - Exército Brasileiro (vaqueanos).[202]

### Primeira Guerra Mundial(1914-1918)
- Florence Green (1901–2012) - Império Britânico. Última veterana da Entente e última veterana da Primeira Guerra Mundial. Serviu na Força Aérea Real Feminina.
- Claude Choules (1901–2011) - Império Britânico. Último veterano de combate. Serviu na Marinha Real no HMS Revenge . Também último veterano a servir em ambas as Guerras Mundiais.
- Frank Buckles (1901-2011) - Estados Unidos . Último veterano americano da Primeira Guerra Mundial.
- Harry Patch (1898–2009) - Império Britânico. Último soldado a lutar nas trincheiras.
- Franz Künstler (1900–2008) - Áustria-Hungria. Último veterano das Potências Centrais.

### Revolta da Páscoa(1916)
- John "Jack" Rogers (1894-2000) - Reino Unido. Serviu nos Sherwood Foresters. Também serviu na Primeira Guerra Mundial.[203]
- Frederick Watson (1900–1997) - Reino Unido. Serviu com os Royal Dublin Fusiliers.[204]
- Lily Kempson (1897–1996) - Rebeldes irlandeses. Serviu no Exército Civil Irlandês.[205]
- William Conor Hogan (1898–1995) - Rebeldes irlandeses. Serviu nos Voluntários Irlandeses. Também serviu na Guerra de Independência Irlandesa e na Guerra Civil Irlandesa.[206][207][208]

### Revolução de Outubro(1917)
- Boris Gudz (1902–2006) - Exército Vermelho. Também lutou na Guerra Civil Russa.[209]

### Guerra Civil Russa(1917–22)
Participantes russos:
- Vladimir Shostak (1905-2010) - Anarquistas (Exército Verde).[210]
- Anatoly A. Wolin (1902–2007) - Exército Vermelho.[211]
- Boris Gudz (1902–2006) - Exército Vermelho. Também lutou na Revolução de Outubro.[209]
- Igor Talysin (1898-2004) - Exército Branco.[212]
- Nikolai Fyodorov (1901–2003) - Exército Branco.[213]

Veteranos da Intervenção Aliada :
- Yasuichi Sasaki (1898–2006) - Japão. Dispensado como cabo em 1920.[214]
- Warren V. Hileman (1901–2005) - Estados Unidos. Estacionado em Vladivostok .[215][216]
- Harold Edwin Radford (1897–2003) - Canadá. Estacionado em Vladivostok.[217]
- Alois Vocásek (1896–2003) - Tchecoslováquia . Lutou como Legionário em toda a Sibéria na Ferrovia Transiberiana.[218][219]
- Jean Piry (1896–2003) - França.[220][221]
- Frank William Ivers (1902–2003) - Reino Unido. Último veterano da Marinha. Serviu na Marinha Real na costa do Norte da Rússia.
- Harold Gunnes (1899–2003) - Estados Unidos. Último veterano da Expedição Urso Polar. Lutou contra os bolcheviques no USS Olympia em 1918.

### Guerra Civil Finlandesa(1918)
- Lauri Nurminen (1906–2009) - Guardas Brancos.[222]
- Aarne Arvonen (1897–2009) - Guardas Vermelhos.[223]

### Revolta na Grande Polônia (1918-1919)
- Jan Rzepa (1899–2005) - Polônia.[224][225]

### Revolução Alemã de 1918-19
- Helmut Fink (1901–2009) - República de Weimar. Serviu nos Freikorps .[226]

### Guerra Polaco-Ucraniana(1918-19)
- Grigory Ivanovich Kovpak (1905–2010) - Ucrânia. Serviu no Exército Galego Ucraniano.[227][228]
- Aleksander Sałacki (1904–2008) - Polônia. Último Lwów Eaglet.[229][230]

### Guerra de Independência da Estônia(1918–20)
- Ants Ilus (1901–2006) - Estônia.[231][232]
- Paavo Takula (1901–2004) - Finlândia. Último voluntário.[233][234]
- Karl Jaanus (1899-2000) - Estônia. Último recepiente da Cruz da Liberdade concedida durante a guerrasobrevivente.[235]

### Guerra de Independência da Letônia(1918–20)
- Arnolds Hofmanis (1900–2006) - Letônia. Morreu em Tukums, Letônia.[236]
- Arvīds Lauris (1901–2003) - Letônia. Último recebedor da Ordem de Lāčplēsis sobrevivente concedida durante a guerra.[237]
- Kurt Andersen (1898–2003) - Alemanha. Serviu na Divisão de Ferro.

### Guerras de Independência da Lituânia(1918–20)
- Kazys Varkala (1900–2005) - Lituânia. Lutou contra os soviéticos e os bermontianos.[238]
- Česlovas Januškevičius (1900–2001) - Lituânia. Último recepiente da Cruz de Vytis sobrevivente concedida durante a guerra. Lutou contra os poloneses em 1920.[239][240]

### Guerra de Independência da Irlanda(1919–21)
- Dan Keating (1902–2007) - Irlanda. Serviu no Exército Republicano Irlandês.[241]
- Bert Clark (1899–2005) - Reino Unido. Serviu no Exército Britânico.[242][243]
- Hugh McIvor (1901–2002) - Reino Unido. Último membro do Royal Irish Constabulary.[244]

### Guerra Polaco-Soviética(1919-1921)
- Alexander Imich (1903–2014) - Polônia.[245]

### Revoltas naSilésia(1919–21)
- Wilhelm Meisel (1904–2009) - Rebeldes da Silésia.[246][247]

### Guerra de Independência Turca(1919–23)
- Mustafa Şekip Birgöl (1903–2008) - Turquia. Serviu em Kuva-yi Milliye.[248]

### Guerra do Rife (1920–1926)
- Francisco Nunez Olivera (1904–2018) - Espanha.[249][250]

### Guerra de Coto(1921)
- Reinel Cianca Gutiérrez (1901–2002) - Panamá.[251][252][253]

### Revolta dos 18do Forte de Copacabana(1922)
- Altino Gomes da Silva (1904–1996) - Tenentistas.

### Marcha sobre Roma(1922)
- Vasco Bruttomesso (1903–2009) - Partido Nacional Fascista.[254]

### Guerra Civil Irlandesa(1922–23)
- Dan Keating (1902–2007) - República da Irlanda. Serviu no Exército Republicano Irlandês Antitratado.[241]
- Seán Clancy (1901–2006) - Estado Livre da Irlanda. Serviu no Exército Nacional Pró-tratado.[255]

### Expedição do Norte(1926–28)
- Hao Quande (1912–2017) - República da China. Ingressou no Exército Nacional Revolucionário em 1927. Último veterano do 19º Exército da Rota.[256]

### Guerra Cristera(1926–29)
- Juan Daniel Macías Villegas (1912–2016) - Cristeros.[257]

### Ataque ao arsenal de Chittagong (1930)
- Binod Bihari Chowdhury (1911–2013) - Anushilan Samiti.[258]

### Revolução de 1930
- Olímpio Martins Pires (1908? –2020) - Estado Novo . Serviu como PM em Minas Gerais. Também participou da Revolução Constitucionalista de 1932.[259][260]

### Incidente de 28 de Janeiro (1932)
- Huang Shengyong (1905–2017) - República da China. Penúltimo veterano do 19º Exército da Rota.[261][262]

### Revolução Constitucionalista(1932)
- José Mango (1913-) - São Paulo. Último combatente rebelde da Batalha de Gravi.[263]
- Olímpio Martins Pires (1908–2020) - Brasil. Serviu na PMMG. Também participou da Revolução de 1930.[259][260]
- Arlindo Leonardo Ribeiro (1913–2019) - São Paulo. Último combatente rebelde de Barretos.[264]
- Maria de Lourdes Pinto Picarelli (1913-2019) - São Paulo. Última combatente mulher.[265][266]
- Natalino Antonio Augusto (1910–2014) - São Paulo. Último combatente rebelde de Campinas.[267]

### Intentona comunista (1935)
- Antero de Almeida (1906–2014) - Aliança Nacional Libertadora.[268]

### Guerra Civil Espanhola(1936-1939)
- Delmer Berg (1915–2016) - Estados Unidos. Último veterano da Brigada Abraham Lincoln.
- Günther Scholz (1911–2014) - Alemanha. Último veterano da Legião Condor.
- Josep Almudéver Mateu (1920–2021) - França. Último veterano das Brigadas Internacionais.[269]
- Veja a lista de veteranos sobreviventes em 2021.

### Revolta dos Marinheiros de 1936
- José Júnior Barata (1916–2014) - Rebeldes da Marinha Portuguesa.[270][271]

### Segunda Guerra Mundial(1939–45)
- Veja a lista de veteranos notáveis sobreviventes da Segunda Guerra Mundial.